# Кондратьев, Александр Фёдорович
Александр Фёдорович Кондратьев (15 июля 1923 года, дер. Шапинская Воронежской губернии — 25 мая 2017 года, г. Воронеж) — участник Великой Отечественной войны, полный кавалер Ордена Славы (1980).

## Биография
Родился 15 июля 1923 года в деревне Шапинская Воронежской губернии (ныне посёлок Казанка Таловского района Воронежской области) в крестьянской семье.
Окончил 7 классов, затем работал в колхозе. В 1941 году был призван в РККА.
18 декабря 1943 года гвардии старший сержант Кондратьев, будучи автоматчиком 272-го гвардейского стрелкового полка 90-й гвардейской стрелковой дивизии 6-й гвардейской армии 2-го Прибалтийского фронта, в районе станции Бычиха Городокского района Витебской области уничтожил около 15 солдат противника. 28 мая 1944 года награждён орденом Славы 3 степени.
22 июня 1944 года в бою за деревню Карташи Шумилинского района Витебской области в числе первых ворвался в расположение противника и уничтожил 5 вражеских солдат. При отражении контратак в районе деревни Сиротино того же района в ночь на 28 июня 1944 года уничтожил более 10 вражеских пехотинцев. 12 июля 1944 года повторно награждён орденом Славы 3 степени, Указом Президиума Верховного Совета СССР от 29 октября 1980 года перенаграждён орденом Славы 1 степени, став полным кавалером Ордена Славы.
23 января 1945 года, будучи командиром взвода автоматчиков того же полка, вблизи населённого пункта Рурместы вместе с группой бойцов провёл разведку боем, в ходе боя вместе с группой бойцов уничтожил более отделения солдат противника. 22 февраля 1945 года награждён Орденом Славы 2 степени.
В 1945 году уволен в запас. В дальнейшем жил в Воронеже, работал на заводе «Электроприбор».
Умер 25 мая 2017 года. Похоронен на Юго-Западном кладбище Воронежа.

## Награды
- орден Славы 3 степени (28.5.1944)[1]
- орден Славы 3 степени (12.7.1944)[2], перенаграждён орденом Славы 1 степени (19.12.1980)
- орден Славы 2 степени (22.2.1945)[3]
- Орден Отечественной войны 1 степени (11.3.1985)